# 떠나간 여인
떠나간 여인(Ang Babaeng Humayo, The Woman Who Left)은 필리핀에서 제작된 라브 디아즈 감독의 2016년 드라마 영화이다. 차로 샌토스-콘시오 등이 주연으로 출연하였다. 이 영화는 온전히 흑백으로 촬영되었으며 제73회 베니스 국제영화제에서 황금사자상을 수상했다.

## 출연

### 주연
- 차로 샌토스-콘시오
- 존 로이드 크루즈
- 노니 부엔카미노
- 샤메인 부엔카미노

## 제작진
- 공동프로듀서: 라브 디아즈